# 핑크 팬더 8 - 핑크 팬더의 아들
핑크 팬더 8 - 핑크 팬더의 아들 (Son of the Pink Panther)은 영국에서 제작된 블레이크 에드워즈 감독의 1993년 코미디 영화이다. 로베르토 베니니 등이 주연으로 출연하였고 토니 애덤스 등이 제작에 참여하였다.

## 출연

### 주연
- 로베르토 베니니
- 허버트 롬
- 클라우디아 카르디날레

### 조연
- 샤바나 아즈미
- 데브라 파렌티노
- 제니퍼 에드워즈
- 로버트 다비
- 마크 슈나이더
- 마이크 스타
- 케니 스폴딩
- 안톤 로저스
- 버트 쿽
- 그레이엄 스타크

## 제작진
- 미술: 피터 멀린스
- 배역: 낸시 클로퍼